# Миодраг Јешић
Миодраг Јешић (Осеченица, 30. новембар 1958 — Рума 8. децембар 2022) био је југословенски и српски фудбалер и тренер.

## Играчка каријера

### Клубови
Фудбалску каријеру је почео у ФК Жарково, а пред крај седамдесетих година постао је члан Партизана. Играо је на позицијама задњег везног и одбрамбеног играча (либера). Пуну афирмацију почео је да стиче почетком осамдесетих, код тренера Томе Калоперовића. Тада је постао стандардан играч, а касније и репрезентативац Југославије. Са Партизаном је освојио две титуле првака (1977/78 и1982/83).
Партизан је напустио у лето 1985. и отишао у Алтај где је играо до 1989. године и стигао до капитенске траке. Сезону 1989/90. провео на позив Томе Калоперовића у Трабзонспору, а 1990/91. се враћа у Партизан на позив тадашњег тренера Милоша Милутиновића и проводи једну полусезону након чега завршава каријеру. Ипак 1992. године се вратио фудбалу на позив људи из Алтаја, па у Турској завршава каријеру.

### Репрезентација
За младу репрезентацију Југославије је одиграо 25 утакмица, а за сениорски тим Југославије 8 мечева и постигао 2 гола. Дебитовао је 17. новембра 1982. у Софији против Бугарске (1:0), а последњи меч за „плаве“ је одиграо 12. септембра 1984. у Глазгову против Шкотске (1:6).

#### Голови
| #  | Датум              | Место                           | Противник       | Гол | Резултат | Такмичење                 |
| -- | ------------------ | ------------------------------- | --------------- | --- | -------- | ------------------------- |
| 1. | 15. децембар 1982. | Стадион под Горицом, Титоград   | Велс            | 4–2 | 4–4      | Квалификације за ЕП 1984. |
| 2. | 7. јун 1983.       | Стадион Жози Бартел, Луксембург | Западна Немачка | 1–2 | 2–4      | Пријатељска               |

## Тренерска каријера
Тренерску каријеру је почео у екипи Обилића а потом је водио и Крајишник из Београда, Вршац, Раднички из Београда, Млади Радник, Раднички Ниш, ОФК Београд.
У сезони 1999/00. је водио екипу Партизана. Заузео је друго место на табели Прве лиге СРЈ са четири бода заостатка за Црвеном звездом. У тој сезони црно-бели су играли најефикаснији фудбал јер су у 40. одиграних кола постигли 111 голова односно чак 26 гола више од шампиона Црвене звезде. Што се европских такмичења тиче Партизан је у квалификацијама за Лигу шампиона прво елиминисао естонску Флору (6:0, 4:1) затим је елиминисана и хрватска Ријека такође са две победе (3:1, 3:0) да би у последњем трећем колу квалификација београдски клуб био елиминисан од Спартака из Москве. Партизан је затим наставио такмичење у Купу УЕФА где је елиминисан у првом колу од енглеског Лидс јунајтеда. Јешић је на крају сезоне поднео оставку.
Након тога ради у Тунису где је са екипом Сфаксијена освојио Куп арапских шампиона, по први пут у историји клуба. Тада су му из овог клуба понудили уговор на 10 година али је због смрти 19-годишње ћерке Јелене одлучио да напусти клуб и врати се у Србију. Касније је радио у Бугарској где је водио екипу Славије из Софије.
У фебруару 2005. године преузима софијски ЦСКА. Са екипом ЦСКА осваја 30. јубиларну титулу, и постаје први страни тренер који је освојио титулу са овим клубом. Након тога ЦСКА није имао среће у жребу за Лигу шампиона јер је у квалификацијама извукао тадашњег шампиона Ливерпул. Енглески клуб је савладао Јешићев ЦСКА у Софији са 3:1 да би на Енфилду бугарски клуб био бољи са 1:0 и тако био близу велике сензације. Након тога ЦСКА у 1. колу Купа УЕФА опет нема среће и извлачи Бајер Леверкузен. Ипак ЦСКА је у двомечу савладао немачки клуб и тако се пласирао у групну фазу Купа УЕФА. У групној фази ЦСКА је заузео последње место у групи са једном победом и три пораза. У сезони 2004/05. Јешић је проглашен за тренера сезоне, а у децембру 2005. је био први странац у историји бугарског фудбала који је проглашен за тренера године. Ипак у другом делу сезоне 2005/06. ЦСКА је почео да бележи лошије резултате па је Јешић отпуштен у априлу 2006. године.
У мају 2006. године по други пут у каријери је постављен за тренера Партизана. Успео је у квалификацијама за Куп УЕФА да елиминише Марибор и Гронинген и тако доведе црно-беле до групне фазе овог такмичења. Партизан је у групној фази зауземо последње место у групи јер је на 4 одиграна меча имао три пораза и један нерешен меч. У Суперлиги Србије клуб је бележио слабе резултате па је Јешић поднео оставку 6. јануара 2007. а управни одбор клуба је ову одлуку прихватио. У моменту Јешићеве оставке Партизан је био на 4. месту у Суперлиги са 14 бодова заостатка иза првопласиране Црвене звезде.
У сезони 2008/09. је тренирао подгоричку Будућност. Подгоричани су у првенству завршили на другом месту, иза Могрена, док су у Купу испали у полуфиналу од Ловћена. Јешић се повукао непосредно након меча последњег кола одиграног са Језером у Плаву (2:2).
Током 2009. и 2010. године ради у Либији као тренер Ал Итихада са којим осваја дуплу круну. У јуну 2010. одлази у Кину где преузима Чангша Ђинде, који је водио до фебруара 2011. када се поново враћа у Либију, пошто је потписао уговор до краја сезоне са прволигашем Ал Тахади Бенгази. Због политичких превирања у Либији био је принуђен да промени клуб, па је једно време водио ирански Шардари Табриз, а затим и Наџран из истоименог града из Саудијске Арабије.
У јануару 2013. године је по други пут сео на клупу софијског ЦСКА. Ипак екипу ЦСКА је водио на само два меча пре него што је отпуштен. Јешић је прошао целокупне зимске припреме са екипом, а када је дошло време за такмичарске мечеве први меч је изгубио, а други је добио против Черномореца (2:0). Али, отказ је уследио после победе. Из клуба су као разлог навели да тим није играо добро под Јешићем. Почетком априла 2014. године по други пут у каријери је преузео Литекс, заменивши на месту тренера Златомира Загорчића. Са Литексом је на крају сезоне освојио треће место у шампионату Бугарске након чега је добио отказ.
У јануару 2015. године преузима екипу Јангон јунајтеда из Мјанмара. Јешић је после девет месеци одлучио да напусти Мјанмар, упркос чињеници да је био убедљиво први на табели и да је било само питање дана када ће екипа обезбедити шампионску титулу. Разлог одласка је понуда да преузме екипу Сарајева. Званично је представљен као нови тренер Сарајева 23. септембра 2015. године. Ипак Јешић није успео остварити добре резултате у мање од шест месеци проведених на клупи екипе са Кошева па је средином марта 2016. године договорио споразумни раскид уговора са клубом. На 16 утакмица на кормилу Сарајева забележио је девет победа, два ремија и пет пораза. Када је дошао на место шефа стручног штаба Сарајево је заостајало само два бода за тадашњом водећом екипом Премијер лиге БиХ Зрињским, а екипу је напустио с дефицитом од осам поена за лидером Слободом. Кап која је прелила чашу је испадање у четвртфиналу Купа БиХ од Слободе, која је у двомечу славила са укупних 5:1.
У новембру 2016. године преузео је Ал Араби из Кувајта. По доласку је везао неколико победа али је после кренула серија слабијих резултата да би до отказа дошло у марту 2017. након пораза од директног конкурента за титулу Ал Насера (0:4). У моменту Јешићевог отказа Ал Араби је био трећи у кувајтском шампионату са 29 бодова, три мање од лидера Ал Насера. Почетком јула 2017. године преузео је Ал Итефак из Саудијске Арабије. На клупи овог клуба се задржао до децембра исте године када је добио отказ. Јешић је добро стартовао али су лоши резултати у последњих месец дана утицали на растанак. Ал Итефак је направио серију од четири везана пораза што је довело до 13 места које води у нижи ранг.
Последњег дана августа 2019, Јешић је преузео египатски Исмаили. Водио је клуб три месеца, након чега му је уручен отказ. Након тога водио је либијски клуб Ал Ахли, Мазију са Малдива и Ал Шулу из Саудијске Арабије.

## Смрт
Јешић је погинуо у аутомобилској несрећи на путу Рума—Јарак 8. децембра 2022.

## Трофеји

### Играчки

#### Партизан
- Првенство Југославије (2): 1977/78, 1982/83.

### Тренерски

#### ЦСКА Софија
- Првенство Бугарске (1): 2004/05.

#### Литекс
- Куп Бугарске (1): 2007/08.

#### Ал Итихад Триполи
- Првенство Либије (1): 2009/10.
- Куп Либије (1): 2009/10.